# Silviya Germanova
Silviya Germanova (en bulgare Силвия Германова), née le 19 juillet 1959 à Gotse Deltchev est une joueuse bulgare de basket-ball, médaillée d'argent aux Jeux olympiques d'été de 1980.

## Biographie
Elle participe aux Jeux olympiques d'été de 1980.
Elle est également médaillée d'argent à l'Euro 1985.

## Palmarès
- Médaillée d'argent olympique 1980
- Médaillée d'argent au championnat d'Europe 1985